# Tiberio Fiorilli

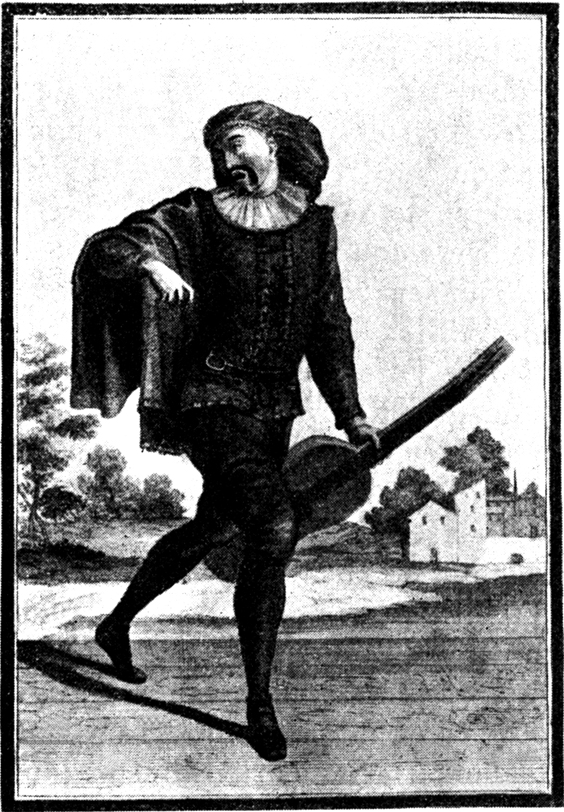
Scaramouche.

Tiberio Fiorilli, (Nàpols, 9 de novembre de 1608 − París 7 de desembre de 1694), va ser un actor italià de la commedia dell'arte, que va crear el personatge Scaramouche. Va ser especialment popular a França, on era director del Teatre Italià de París.
Va actuar en el teatre italià i, per raons desconegudes, l'any 1640 va marxar a París, potser afegit a una companyia teatral itinerant. Va freqüentar la Cort del rei Lluís XIII, perquè la reina havia vist una obra seva i li va agradar. Es diu que una vegada, el delfí, futur rei Lluís XIV, que aleshores era un infant, estava plorant i Fiorilli el va aconseguir distreure amb les seves actuacions i ganyotes. El rei va quedar tan satisfet que Fiorilli es va convertir en el divertiment indispensable del noi i en qualsevol moment el demanava. A partir d'aquell dia, va rebre l'ordre d'anar a la cort cada vespre per divertir el príncep, cosa que va fer molt popular la figura de Scaramouche. A partir d'aquí el personatge es va incorporar als ja coneguts de la Commedia dell'arte. El rei el va protegir fins al final de la seva vida.
L'estil de Fiorilli era diferent d'altres actors de la Commedia dell'arte. Es va treure la màscara que portava i utilitzava l'expressivitat del seu rostre per potenciar el seu paper. Tenia uns ulls grans i unes celles poblades i el seu nas llarg contribuïa a donar-li expressivitat. Portava a més uns espessos bigotis que emmarcaven les comissures de la boca i una perilla fina i curta. Aquesta forma d'actuació va influir en Molière i sembla que els dos actors van establir una estreta relació durant els anys que van compartir els mateixos teatres.
A la dècada de 1670, Fiorilli va representar Scaramouche a Londres amb gran èxit. Tenia una gran flexibilitat corporal, i a les seves actuacions incorporava la dansa i les acrobàcies. Se sap que als 80 anys encara tenia la capacitat de simular una puntada de peu a la cara d'un altre actor. Va morir a París i està enterrat a l'Església de Sant Eustaqui.

## Obres sobre Scaramouche
- Angelo Constantini, dit Mezzetin, va escriure unaVie de Scaramouche ben documentada (Paris 1695 i Brussel·les 1699).
- Rafael Sabatini va escriure un novel·la titulada Scaramouche, lliurement inspirada en Fiorelli (1921)
- Scaramouche (pel·lícula de 1923) pel·lícula de Rex Ingram amb Ramon Novarro i Alice Terry, adaptació de la novel·la
- Scaramouche (pel·lícula de 1952) pel·lícula de George Sidney amb Stewart Granger, Janet Leigh, Eleanor Parker i Mel Ferrer, adaptació de la novel·la.

## Font
- Alphonse Royer, Histoire universelle du théâtre, t. 3, Paris, A. Franck, 1870, p. 246-7.